# Boi Dissecado
O Boi Dissecado, também conhecido como Boi Esfolado, ou Carcaça de Carne , é um óleo de 1655 em painel pintado por Rembrandt. Está na coleção do Louvre em Paris desde 1857.  Uma pintura semelhante está no Museu e Galeria de Arte de Kelvingrove , Glasgow, possivelmente pelo próprio Rembrandt, mas provavelmente por um de seus alunos, talvez Fabritius.  Outras pinturas semelhantes de Rembrandt ou, mais provavelmente, seu círculo são realizadas por museus em Budapeste e na Filadélfia.
O trabalho segue uma tradição de obras de arte mostrando peças de açougue, por exemplo, A Meat Stall de Pieter Aertsen e A Sagrada Família dando Esmolas (1551) e Butcher's Shop  de Annibale Carracci (c. 1583). Rembrandt fez um desenho de uma cena similar próximo à 1635  Outra pintura pré-1655 de um boi abatido talvez tenha sido inspirada por um trabalho anterior perdido pelo próprio Rembrandt.  No norte da Europa, novembro era tradicionalmente o momento de abater o gado, antes que o inverno tornasse a alimentação difícil de encontrar.
A pintura mede 95,5 cm por 68,8 cm e é assinado e datado "Rembrandt f. 1655".  Mostra a carcaça massacrada de um touro ou de um boi, pendurada em um prédio de madeira, possivelmente em um galpão.  A carcaça é suspensa por suas duas pernas traseiras, amarradas por cordas a uma viga de madeira. O animal foi decapitado e esfolado de pele e cabelo, a cavidade torácica foi esticada e os órgãos internos removidos, revelando uma massa de carne, gordura, tecido conjuntivo, articulações, ossos e costelas.  A carcaça é cuidadosamente colorida e dada textura por impasto. Ao fundo, uma mulher aparece atrás de uma porta semiaberta, levantando a pintura da natureza morta em uma pintura de gênero , uma cena da vida cotidiana.  Às vezes é considerado um vanitas ou memento mori; alguns comentaristas fazem referências ao assassinato do bezerro cevado na história bíblica do Filho Pródigo , outros diretamente à Crucificação de Jesus .
A pintura foi possivelmente possuída por Christoffel Hirschvogel em 1661.  Foi visto por Joshua Reynolds na coleção de Pieter Locquet, em Amsterdã, em 1781, e mais tarde propriedade de Louis Viardot, que o vendeu ao Louvre em 1857, por 5.000 francos.

## Galeria

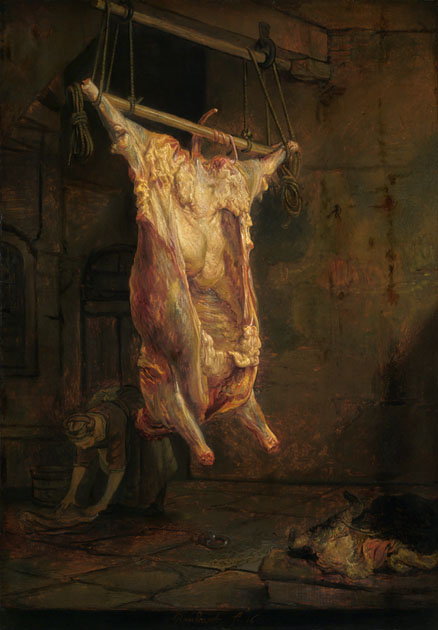
Pintura semelhante em Glasgow, c. 1640, provavelmente por um seguidor de Rembrandt
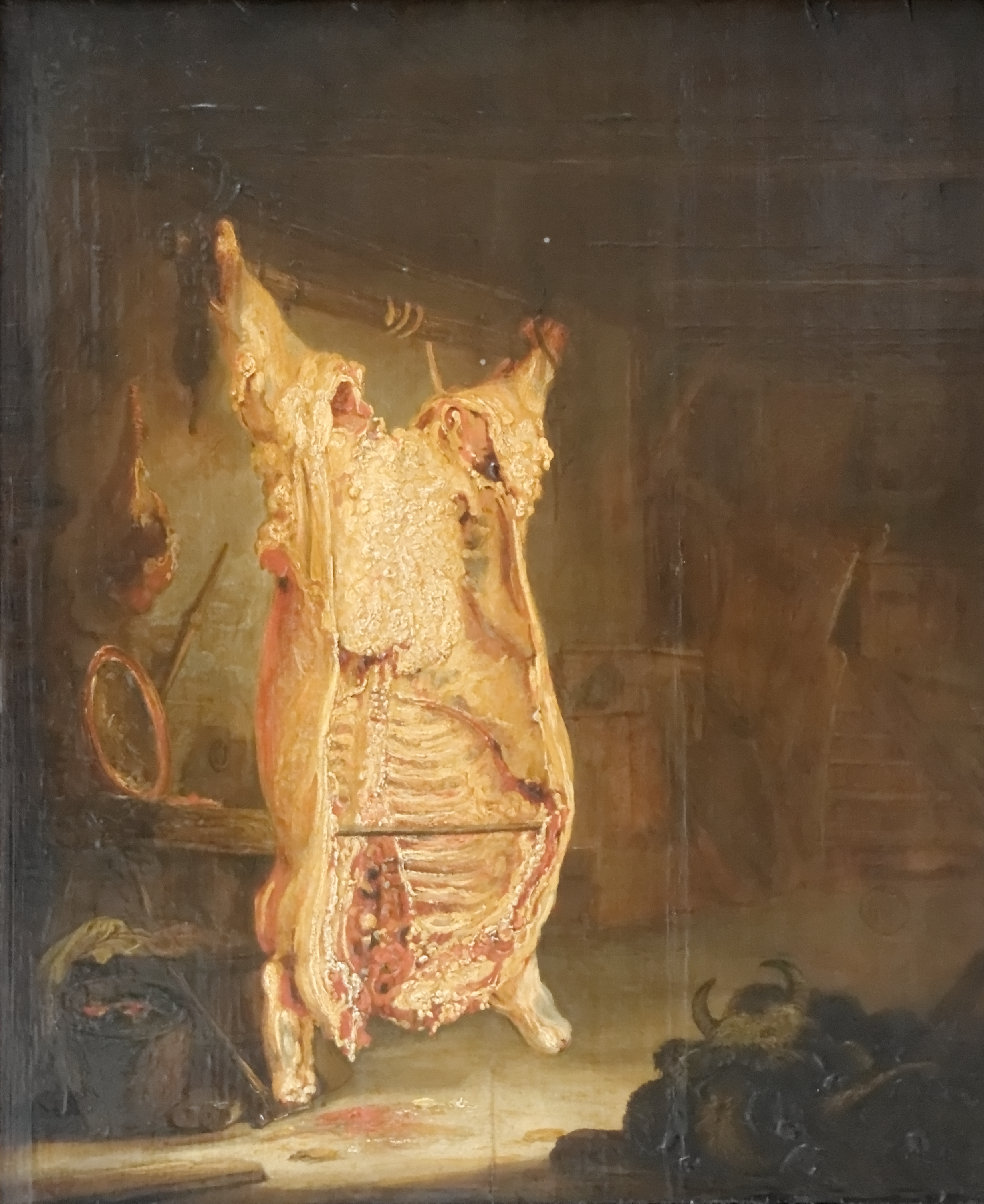
Pintura semelhante em Budapeste, 1639, provavelmente por um seguidor de Rembrandt
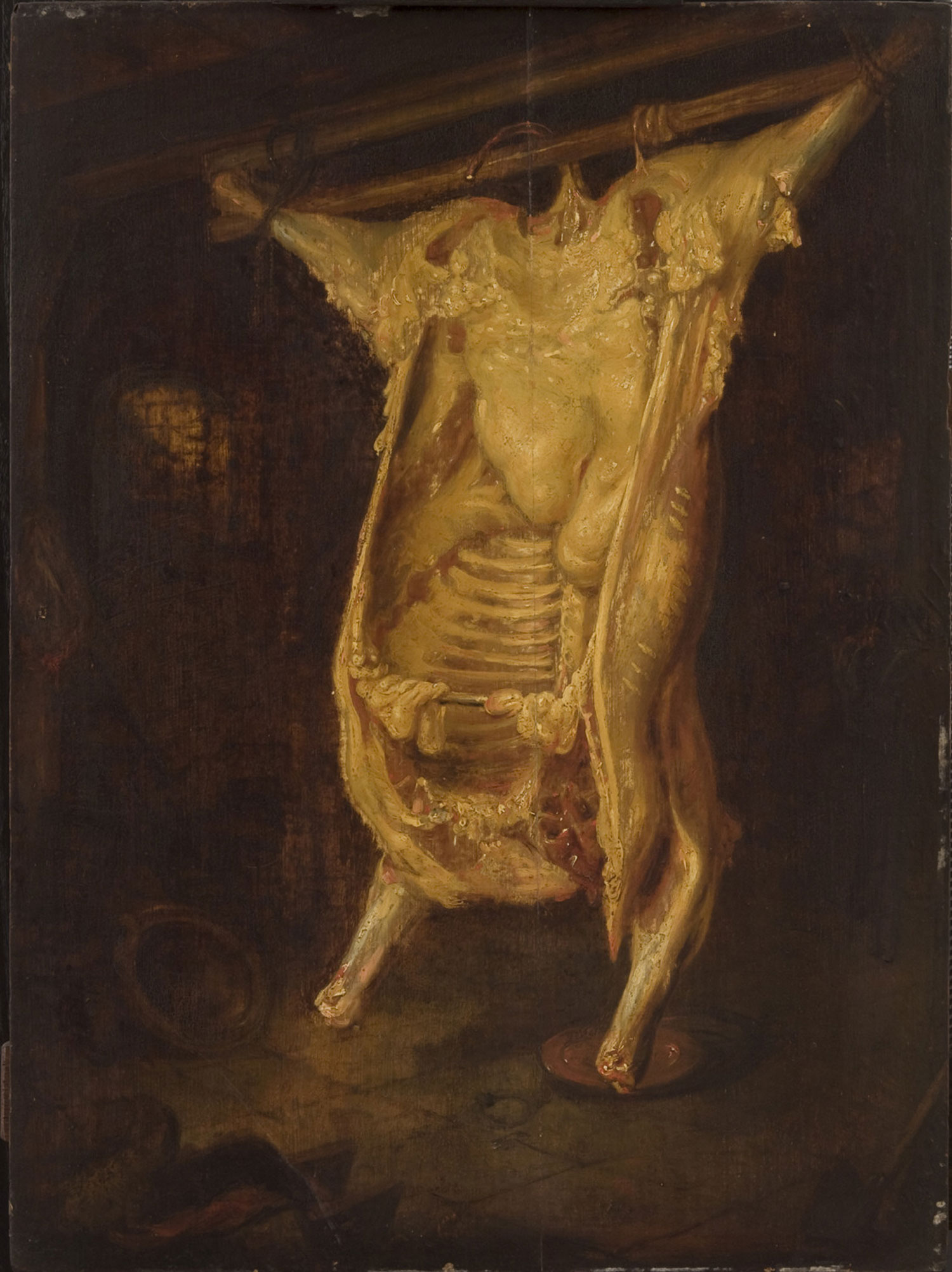
Pintura semelhante na Filadélfia, de 1640, provavelmente por um seguidor de Rembrandt
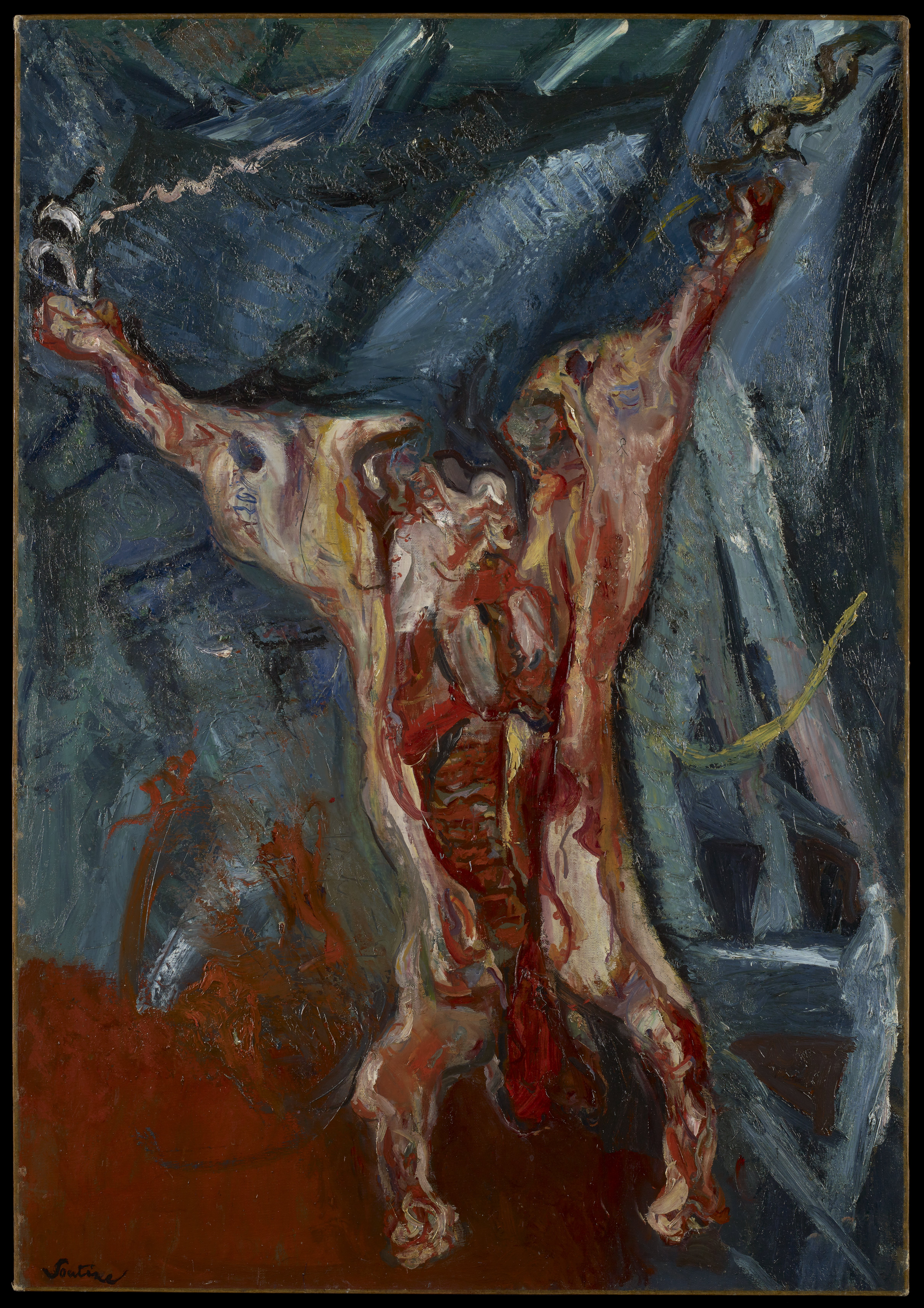
Soutine, Carcaça de Carne , 1925